# Valnötsbucklor
Valnötsbucklor Aceria erinea är en kvalsterart som först beskrevs av Alfred Nalepa 1891.  Valnötsbucklor ingår i släktet Aceria och familjen Eriophyidae. Inga underarter finns listade i Catalogue of Life. Valnötsbucklor är ursprunglig på Nya Zeeland men finns sedan 1800-talet även i Sverige.

## Bildgalleri

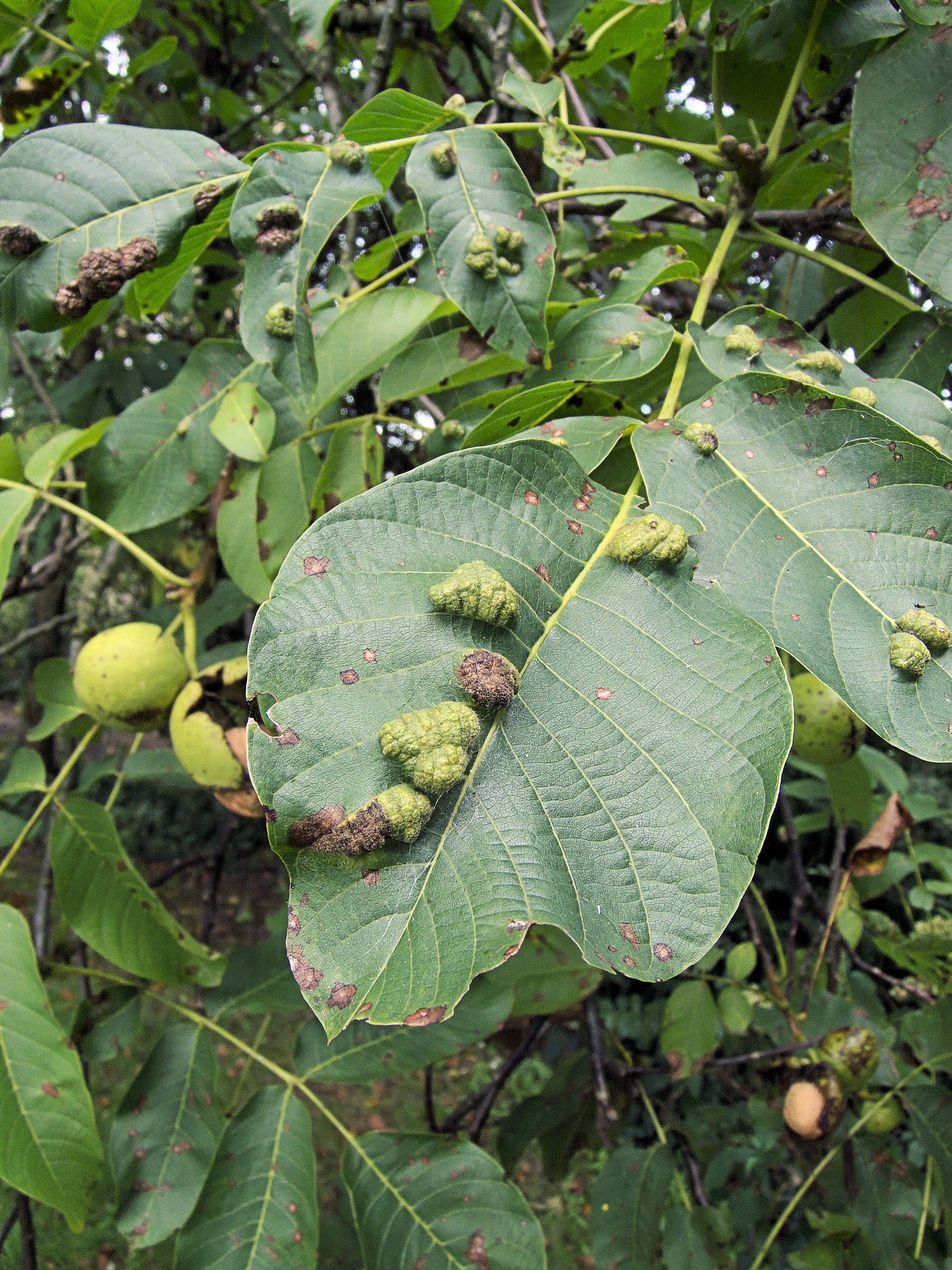
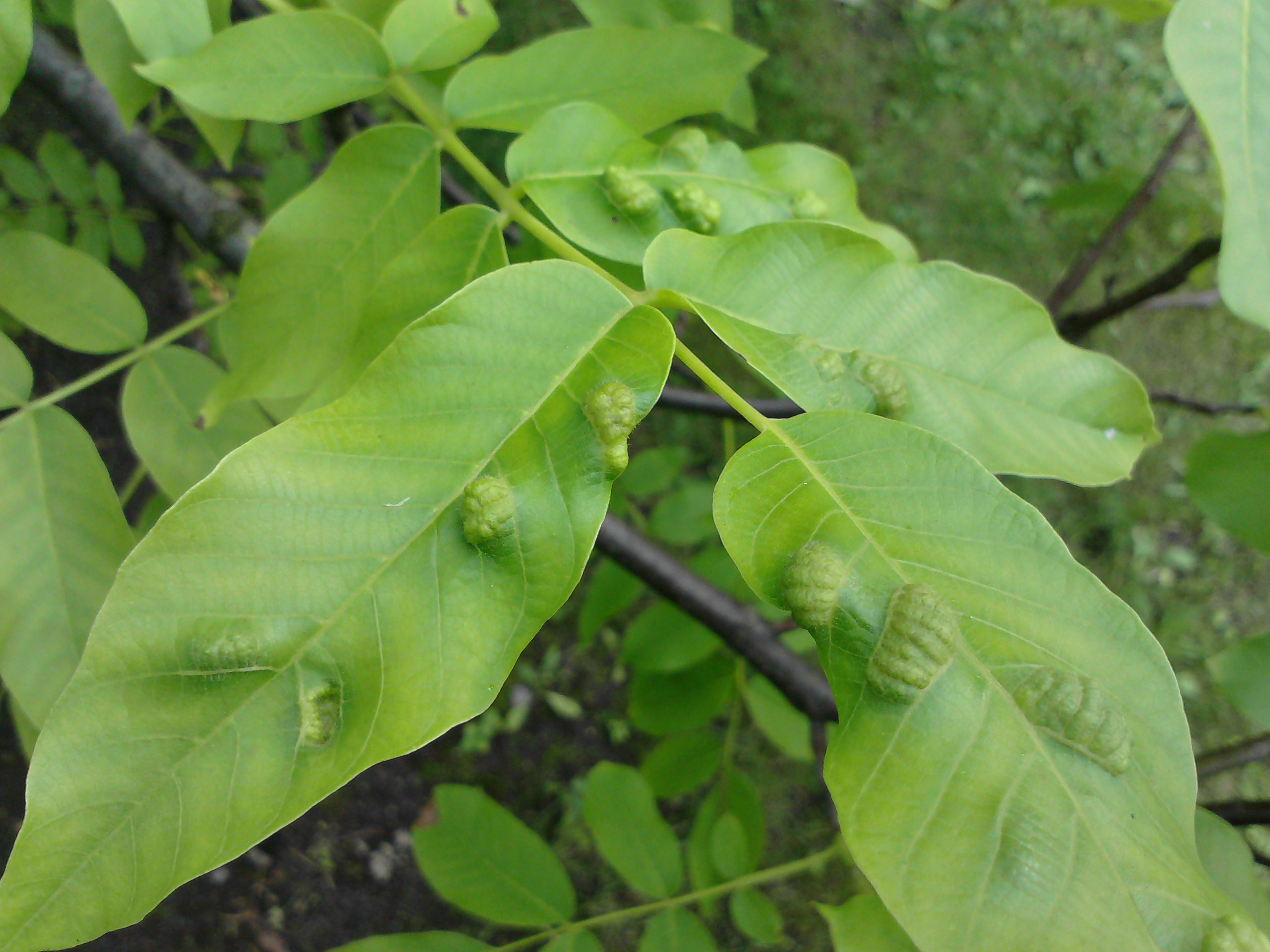
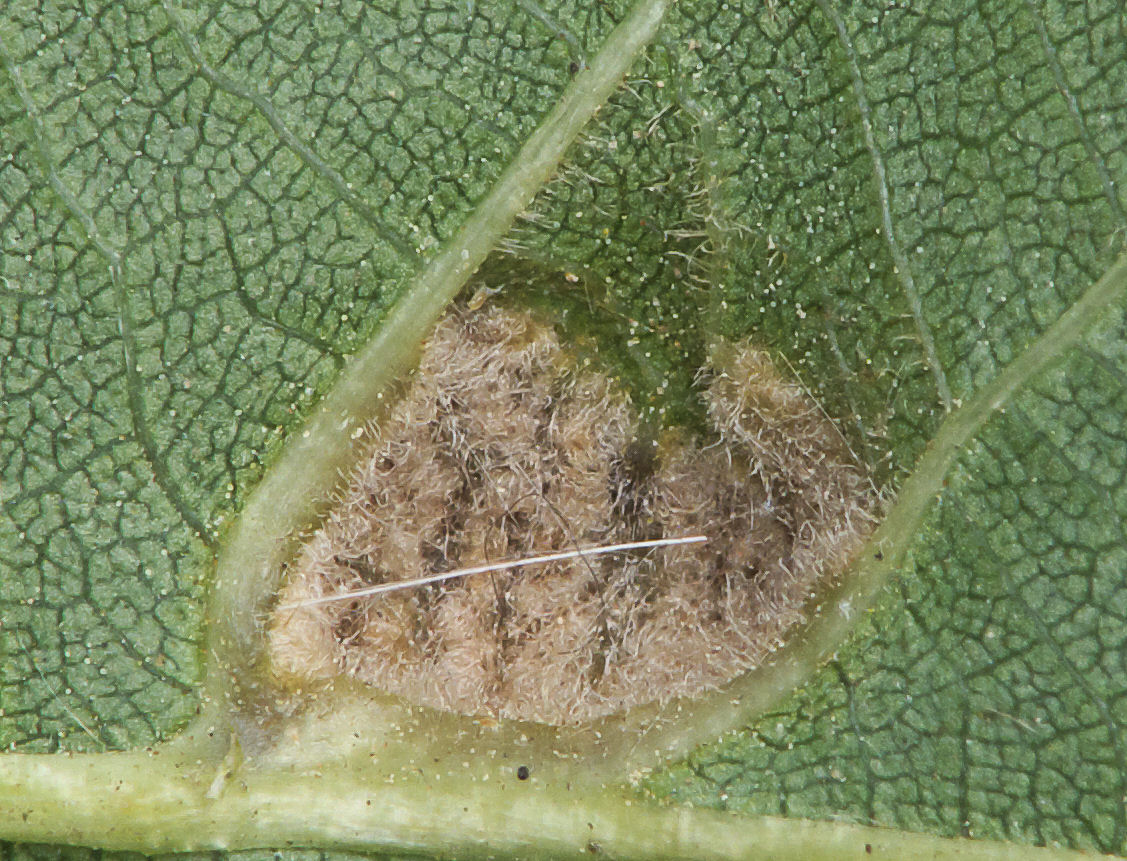